# جيمس كروفورد (سياسي)
جيمس كروفورد (بالإنجليزية: James Crawford)‏ هو سياسي كندي، ولد في 1816، وتوفي في 22 نوفمبر 1878. انتخب عضو مجلس العموم الكندي.